# سونيا كينسكي
سونيا ليلى موسى (مواليد 2 مارس 1986) ، والمعروفة باسم سونيا كينسكي ، عارضة أزياء وممثلة مصرية أمريكية. وهي ابنة الممثلة ناستاسجا كينسكي والمنتج الفني إبراهيم موسى ، وحفيدة الممثل كلاوس كينسكي .

## وقت مبكر من الحياة
ولدت كينسكي في جنيف بسويسرا في 2 مارس 1986 ، لكنها عاشت في روما مع والديها وأخوها غير الشقيق اليوشا (الذي أنجبته والدتها مع فنسنت سبانو ) حتى سن 6 سنوات.
طلق والداها عام 1992. ثم انتقلت إلى لوس أنجلوس ، حيث بدأت والدتها في إقامة علاقة مع الموسيقي والمنتج كوينسي جونز . هذا الأخير هو الذي تعتبره والدها الحقيقي ، الذي قام بتربيتها ونصحها في الحياة. لدى كينسكي أيضًا أخت صغيرة غير شقيقة لكينيا ، ولدت في عام 1993. و تعد سونيا كينسكي من أصل مصري.

## مسار مهني مسار وظيفي
مع كون ناستاسجا كينسكي من المشاهير العالميين في الثمانينيات والتسعينيات من القرن الماضي ، كانت المجلات النسائية مهتمة جدًا بابنتها سونيا.
في سن الرابعة عشرة ، ظهر كينسكي على غلاف النسخة الألمانية من مجلة ماري كلير في مارس 2000. ثم في العقد الأول من القرن الحادي والعشرين ، على أغلفة مجلات«ماري كلير (فبراير 2001 ، ألمانيا) ، صورة (يونيو 2003 ، فرنسا) ، إيفيننج ستاندارد (يونيو 2006 ، المملكة المتحدة) ، جالوس (أكتوبر 2006 ، فرنسا)».
بالإضافة إلى الإعلانات في الصحافة ، تتم دعوتها بانتظام للمشاركة في جلسات التصوير للأحداث الترويجية.
سونيا كينسكي تابعة لوكالة إدارة النماذج. بدأت مسيرتها السينمائية عام 2008.

## فيلموغرافيا

### سينما
| عام  | عنوان                       | مخرج            | اختلاف الشخصيات           |
| ---- | --------------------------- | --------------- | ------------------------- |
| 2008 | يمكن لجميع أطفال الله الرقص | روبرت لوجيفال   | ساندرا                    |
| 2010 | مكان ما                     | صوفيا كوبولا    | فتاة الحزب (غير المعتمدة) |
| 2013 | الماس على الفينيل           | جي آر هيغتو     | تشارلي                    |
| 2014 | قلوب الظلام                 | رودولف بويتنداخ | فران                      |
| 2015 | جميلة الآن                  | دانييلا أمافيا  | جيسيكا                    |
| 2015 | الأشرار في الداخل           | جاي الايمو      | ماجي                      |
| 2016 | الأعياد : عيد الأم          | سارة أدينا سميث | كريستال                   |
| 2016 | لديها حساسية من القطط       | مايكل رايش      | كورا                      |
| 2017 | البيت الأول على التل        | ماتيو ساراديني  | دوروثي                    |

### التلفاز
- 2010 : بوم رائع بقلم فرانسوا جيرارد : حواء
- 2012 : لونغماير (مسلسل تلفزبوني) ، الموسم الأول ، الحلقة 8 : فيونا هاينز الياس أكتوبر
- 2017 : فرصة (مسلسل تلفزيوني) الموسم الثاني الحلقات 1-9 : كلارا سانتياغو

## روابط خارجية
- Sonja Kinski في قاعدة بيانات الأفلام على الإنترنت